# Werner Herzog
Werner Herzog (München, 5 september 1942) is een Duits filmregisseur, -producent, scenarioschrijver en acteur.

## Levensloop

### Vroege leven
Tijdens zijn jeugd studeerde Herzog geschiedenis, literatuur en muziek in München en aan de Universiteit van Pittsburgh. Hij heeft ook uitgebreid gereisd in Mexico, Groot-Brittannië, Griekenland en Soedan.

### Carrière
Herzog heeft zich gevestigd als een invloedrijke figuur in de wereld van de film, bekend om zijn unieke, bevreemdende kijk op de alledaagse werkelijkheid, die vaak onze culturele vooringenomenheden in twijfel trekt.
Zijn films, zoals Auch Zwerge haben klein angefangen, Aguirre, Jeder für sich und Gott gegen alle en Wo die grünen Ameisen träumen / Where the Green Ants Dream, zijn vaak gericht op buitenstaanders die iets doen dat door de buitenwereld niet begrepen wordt.
In de vroege jaren 70 maakte Herzog een opmerkelijke voettocht door Europa, van München naar Parijs. Deze reis werd gedocumenteerd in zijn boek Vom Gehen im Eis (Ned. vertaling Over een voettocht door de kou), waarin hij zijn ervaringen en observaties tijdens deze reis beschrijft.
Tussen 1972 en 1987 werkte Herzog regelmatig samen met de Duitse acteur Klaus Kinski. Ondanks hun vaak tumultueuze relatie, hebben Herzog en Kinski samen enkele films gemaakt.

### Persoonlijk leven
Herzog is atheïst. In 1995 emigreerde hij naar de Verenigde Staten; in 1999 trouwde hij met fotografe Lena Pisetski, nu Lena Herzog.

## Filmografie

### Lange speelfilms
- 1968 - Lebenszeichen
- 1970 - Auch Zwerge haben klein angefangen
- 1972 - Aguirre, der Zorn Gottes
- 1974 - Jeder für sich und Gott gegen alle
- 1976 - Herz aus Glas
- 1977 - Stroszek
- 1979 - Nosferatu: Phantom der Nacht
- 1979 - Woyzeck
- 1982 - Fitzcarraldo
- 1984 - Wo die grünen Ameisen träumen
- 1987 - Cobra Verde
- 1988 - Les Français vus par - Les Gaulois (miniserie)
- 1991 - Cerro Torre: Schrei aus Stein
- 1992 - Lektionen in Finsternis
- 1999 - 2000 Jahre Christentum - Neue Welten
- 2001 - Invincible
- 2005 - The Wild Blue Yonder
- 2006 - Rescue Dawn
- 2009 - Bad Lieutenant: Port of Call - New Orleans
- 2009 - My Son, My Son, What Have Ye Done?
- 2015 - Queen of the Desert
- 2016 - Salt and Fire
- 2019 - Family Romance, LLC

### Documentaires
- 1968 - Die fliegende Ärzte von Ostafrika
- 1971 - Behinderte Zukunft
- 1971 - Land des Schweigens und der Dunkelheit
- 1971 - Fata Morgana
- 1974 - Die große Ekstase des Bildschnitzers Steiner
- 1976 - How Much Wood Would a Woodchuck Chuck
- 1977 - La Soufrière - Warten auf eine unausweichliche Katastrophe
- 1980 - Huie's Predigt
- 1980 - Glaube und Währung
- 1984 - Ballade vom kleinen Soldaten
- 1984 - Gasherbrum - Der leuchtende Berg
- 1990 - Wodaabe - Hirten der Sonne
- 1990 - Echos aus einem düsteren Reich
- 1991 - Das exzentrische Privattheater des Maharadjah von Udaipur
- 1992 - Lektionen in Finsternis
- 1993 - Bells from the Deep
- 1994 - Die Verwandlung der Welt in Musik
- 1995 - Gesualdo - Tod für fünf Stimmen
- 1997 - Little Dieter Needs to Fly
- 1999 - Mein liebster Feind
- 1999 - Julianes Sturz in den Dschungel
- 2001 - Pilgrimage
- 2002 - Ten Minutes Older: The Cello
- 2003 - Wheel of Time
- 2004 - The White Diamond
- 2004 - Incident at Loch Ness
- 2005 - Grizzly Man
- 2008 - Encounters at the End of the World
- 2010 - Happy People: A Year in the Taiga
- 2010 - Cave of Forgotten Dreams
- 2011 - Into the Abyss
- 2012 - On Death Row
- 2013 - From One Second to the Next
- 2016 - Lo and Behold: Reveries of the Connected World
- 2016 - Into the Inferno
- 2018 - Meeting Gorbachev
- 2019 - Nomad: In the Footsteps of Bruce Chatwin
- 2020 - Fireball: Visitors From Darker Worlds
- 2022 - The Fire Within: Requiem for Katia and Maurice Kraft
- 2022 - Theatre of Thought

### Korte films
- 1962 - Herakles
- 1964 - Spiel im Sand
- 1967 - Die beispiellose Verteidigung der Festung Deutschkreutz
- 1968 - Letzte Worte
- 1969 - Maßnahmen gegen Fanatiker
- 1976 - Mit mir will keiner spielen
- 1986 - Werner Herzog Filmemacher
- 1988 - Les Gaulois
- 2009 - La Bohème

### Als acteur
- 1968: Lebenszeichen
- 1971: Geschichten vom Kübelkind
- 1976: Herz aus Glas
- 1979: Nosferatu – Phantom der Nacht
- 1983: Man of Flowers
- 1984: Where the Green Ants Dream
- 1986: Werner Herzog - Filmemacher
- 1989: Gekauftes Glück
- 1989: Es ist nicht leicht, ein Gott zu sein
- 1991: Scream of Stone
- 1996: Brennendes Herz
- 1998: What Dreams May Come
- 1999: Julien Donkey-Boy
- 2001: Invincible (spreekrol)
- 2004: Incident at Loch Ness
- 2007: Mister Lonely
- 2007: The Grand
- 2009: Plastic Bag (korte film, spreekrol)
- 2012: Erdbeerland (korte film)
- 2012: Jack Reacher
- 2013: Wie der Wind sich hebt (風立ちぬ, spreekrol)
- 2013: Die andere Heimat – Chronik einer Sehnsucht
- 2014: Lemonade War (korte film)
- 2014: Penguins of Madagascar (spreekrol)
- 2015: Freaks of Nature (spreekrol)
- 2016: Salt and Fire
- 2022: Last Exit: Space (spreekrol)

### Films over Werner Herzog
- 1978: Christian Weisenborn en Erwin Keusch – Was ich bin sind meine Filme
- 1980: Les Blank – Werner Herzog Eats His Shoe
- 1982: Les Blank – Burden of Dreams
- 1982: Nina Gladitz: Land der Bitterkeit und des Stolzes, eerste uitzending: 6 september 1982, WDR. Inhoud: Reconstructie van de gebeurtenissen die voorafgingen aan de opnamen van Fitzcarraldo, waarbij geweld zou zijn gebruikt tegen de Aguaruna-stam. In opdracht van WDR.
- 1987: Steff Gruber – Location Africa
- 1988: Peter Buchka – Bis ans Ende… und dann noch weiter. Die ekstatische Welt des Filmemachers Werner Herzog
- 2010: Christian Weissenborn - Was ich bin, sind meine Filme, deel 2 – Nach 30 Jahren
- 2018: Herbert Golder - Ballad Of A Righteous Merchant
- 2022: Thomas von Steinaecker – Werner Herzog – Radical Dreamer

### Series met gastoptredens van Werner Herzog
- 2010: The Boondocks (episode 3.01: It’s a Black President, Huey Freeman)
- 2011–2021: Die Simpsons (The Simpsons, spreekrol, 4 episoden)
- 2012: American Dad (spreekrol, episode 8.17: Ricky Spanish)
- 2012: Metalocalypse (9 episoden, spreekrol)
- 2015: Parks and Recreation (episode 7.01)
- 2015: Rick and Morty (spreekrol, episode 2.08)
- 2019: The Mandalorian (episoden 1.01, 1.03 en 1.07: der Auftraggeber)